# Joachim Gijsen
Joachim (Jochem) Gijsen was een zeeman/kaper in dienst van de West-Indische Compagnie.
Zijn eerste commando over een schip kreeg hij in 1624, toen hij Cornelis Haring opvolgde als kapitein van de Bruijnvis. In 1625 was hij kapitein van de Gulden Dolphijn en in 1627 van de Kater. Zijn stuurman Rinke Pieters van Ameland schreef daar zijn reisverhaal. In 1628 veroverde hij onder Admiraal Pieter Adriaenszoon Ita een paar Hondurese schepen. In hetzelfde jaar veroverde Piet Hein de zilvervloot, en hoewel zich een schip "Dolfijn" in de vloot van Hein bevond, is het niet duidelijk of Gijsen daarop voer.  In 1629 was hij kapitein op de Dolfijn onder admiraal Adriaen Jansz. Pater en leed schipbreuk op de Kaaimaneilanden. De overlevenden bouwden een nieuw schip van het wrakhout van de Dolfijn, en zeilden van de Kaaimaneilanden weg en kwamen ten slotte weer in Nederland aan. Sommige bronnen geven aan dat ze met het schip naar Nieuw-Amsterdam voeren, andere bronnen geven aan dat het schip onderweg verkocht werd. In 1633/1634 was Gijsen kapitein op de Overijssel en deed onder Admiraal Ellert Smient mee aan de slag bij Paraíba.
In totaal zou Joachim meer dan 30 vijandelijke schepen gekaapt hebben en zou hij het zelfs tot vice admiraal gebracht hebben.
In 1638 wilde admiraal Cornelis Jol het huzarenstukje van Piet Hein van 10 jaar eerder herhalen, door de Spaanse zilvervloot te veroveren. Zijn onderbevelhebbers hadden weinig vertrouwen in deze onderneming en deden daarom onvoldoende met de strijd mee, waardoor Jol een nederlaag leed. Zeven van zijn kapiteins moesten hiervoor voor de krijgsraad verschijnen, en onder anderen Gijsen werd voor zijn gedrag gestraft. Hugo de Groot schrijft over dit voorval aan zijn zwager Nicolaas van Reigersberch. We komen Gijsen daarna in de maritieme geschiedenis niet meer tegen.
In 1612 is Gijsen in Amsterdam getrouwd met Trijn Gerrits. In het huwelijksdocument staat vermeld dat hij uit Hamburg afkomstig is. Zij kregen 4 kinderen; Dirck (1613), Gerrit (1617), Nelletje (1619) en Trijntje (1622). Trijntje Jochems zou in 1642 trouwen met de chirurgijn Abraham Staes of Staats uit een Amsterdamse familie met Antwerpse roots. Abraham en Trijntje zeilden in 1642 naar de Nieuwe Wereld, waar Abraham niet alleen optrad als chirurgijn, maar ook een succesvol zakenman en magistraat bleek. Zijn nakomelingen vind je overal in de Verenigde Staten.
Het is niet bekend wanneer Joachim Gijsen is overleden; het moet na 1642 zijn geweest, want zijn dochter Trijntje benoemde in haar testament in 1642, voordat zij met Abraham Staes naar Fort Orange vertrok, haar beide ouders als erfgenaam.